# 德卢兹-罗西耶尔
德卢兹-罗西耶尔（法語：Delouze-Rosières，法語發音：[dəluz ʁozjɛʁ]）是法国默兹省的一个市镇，属于科梅尔西区。该市镇于1972年由原市镇德卢兹（Delouze）和罗西耶尔昂布卢瓦（Rosières-en-Blois）合并而成。

## 地理
德卢兹-罗西耶尔（48°33'49"N, 5°31'18"E）面积15.08 平方千米，位于法国大東部大區默兹省，该省份为法国西北部内陆省份，北与比利时接壤，西接马恩省和阿登省，南至上马恩省和孚日省，东临默尔特-摩泽尔省。
与德卢兹-罗西耶尔接壤的市镇（或旧市镇、城区）包括：阿班维尔、巴东维利耶-热罗维利耶、乌德兰库尔、莫瓦日、德芒日-博迪涅库尔。

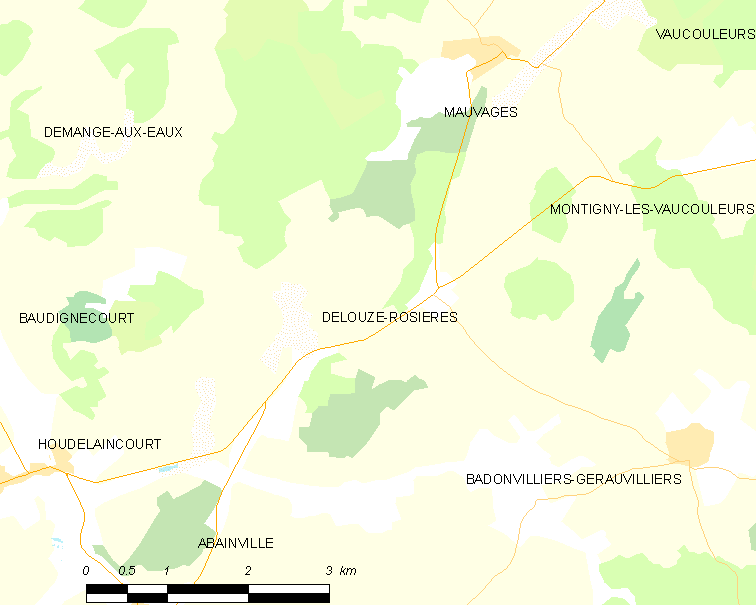
德卢兹-罗西耶尔的OSM定位图

德卢兹-罗西耶尔的时区为UTC+01:00、UTC+02:00（夏令时）。

## 行政
德卢兹-罗西耶尔的邮政编码为55130，INSEE市镇编码为55148。

## 政治
德卢兹-罗西耶尔所属的省级选区为利尼昂巴鲁瓦县。

## 人口

1962-2008年间德卢兹-罗西耶尔人口变化图示

德卢兹-罗西耶尔于2022年1月1日时的人口数量为118人。